# Hayder Palacio
Hayder Guillermo Palacio (Barranquilla, 22 juli 1979) is een voormalig Colombiaans voetballer die speelde als verdediger. Hij beëindigde zijn actieve loopbaan in 2012 bij de Colombiaanse club Real Cartagena.

## Clubcarrière
Palacio speelde als verdediger. Hij maakte zijn debuut in het profvoetbal in 1999 als speler van Atlético Junior, de club uit zijn geboorteplaats Barranquilla. Met die club won hij tweemaal de Colombiaanse landstitel

## Interlandcarrière
Palacio kwam veertien keer uit voor het Colombiaans voetbalelftal en scoorde daarbij geen enkele keer. Onder leiding van bondscoach Reinaldo Rueda maakte hij zijn debuut voor Los Cafeteros op 9 mei 2002 in de vriendschappelijke uitwedstrijd tegen Costa Rica (1-2) in San José. Hij nam met zijn vaderland deel aan de strijd om de Copa América 2004 in Peru, en de CONCACAF Gold Cup 2005.

## Erelijst
Atlético Junior Barranquilla
- Landskampioen

2004, 2010